# Неманичи
Неманичите или Неманчите са средновековна сръбска династия: жупани (1159 – 1217), крале (1217 – 1345) и царе (1345 – 1371) на Рашка и Сърбия. Династията носи името на първооснователя ѝ – Стефан Неманя, велик жупан извоювал независимостта на Рашка от Византия през 1180 г., и положил основите за по-нататъшно утвърждаване и възход на държавата.
През 1690 година Печката патриаршия канонизира всички владетели от династията, с изключение на Стефан Душан.
Всички членове на фамилията, с изключение на Стефан Неманя, Стефан Първовенчани и Стефан Урош I, са в кръвно родство с династията на комитопулите.

## Владетели
Името на династията Неманя идва от първопроходникът – Стефан Неманя. За етимологията му има две версии – официална застъпвана и от Николай Велимирович, че то е библейското и транскрибирано към сръбската редакция на старобългарския език – на Неемия.
Според алтернативната, династичното име е народно и прилепено название на Стефан, понеже за четвъртия син на Завида не е имало, т.е. е нямало бащино наследство – бащиния, тъй като Стефан бил на византийска служба при император Мануил I Комнин. През 1166 г. по майчина линия на Пирошка Арпад, най-успешният византийски император от Комнините успял да издейства унгарския крал Стефан III да отстъпи на Византийската империя Босна, ведно с Далмация, Хърватия и Срем.
Тази област от векове била в границите на Първата българска държава.
Твърдко е коронясан в Милешево над гроба на св. Сава, а тази друга кралска титла му е призната от Дубровник, Венеция и Унгария, титулувайки се „крал на Босна, Хърватско и Далмация“.

### Стефан Неманя и Стефан Първовенчанни (1159 – 1228)
От 1159 до 1170 г. Стефан Неманя той управлява областта Рашка, а тримата му по-големи братя – Тихомир, Страцимир и Стефан Мирослав други по-малки области. През 1170 г. той обединява под властта си цяла Сърбия. Женен е за Анна († 1200), от която има четири деца: Вукан († до 1208), запазил властта си в Дукля; Евтимия († ок. 1216), омъжена за епирския деспот Мануил Комнин Дука; св. Сава I (1175 – 1236), със светско име Растко, архиепископ на Сърбия и Стефан Първовенчани (1165 – 24.9.1228).
Стефан Първовенчани през 1196 г. става велик жупан на Сърбия. След смъртта на баща си през 1200 г. той прогонва по-големия си брат Вукан, подкрепян от папата и унгарците. Сближава се с Вениция и за да утвърди отношенията си с нея, се развежда през 1201/02 г. с първата си съпруга Евдокия, дъщеря на византийския император Алексий III Ангел и през 1207 г. се жени повторно за Анна († 1217), внучка на венецианския дож Енрико Дандоло. През 1217 г. е коронован за крал на Сърбия от папа Хонорий III, а през 1219 г. обявява автокефалната сръбска църква. Управлението му бележи началото на разцвета на сръбската култура. От първата си съпруга има две деца: Стефан Радослав (ок. 1192 – 1234) и Комнена, омъжена за Димитри Прогон († 1215), а след смъртта му – за Григор Камона. От втората си съпруга има три деца: Стефан Владислав († 11.11.1243); св. Сава II, със светско име Предислав (1200/01 – 8.2.1271), архиепископ на Сърбия (1263 – 1270) и Стефан Урош I († 1.5.1277).

### Стефан Радослав, Стефан Владислав, Стефан Урош I и Стефан Драгутин (1228 – 1282)
През 1228 г. престолът на Сърбия е зает от най-големия син на Стефан Първовенчани, Стефан Радослав (1228 – 1234), който се жени през 1219/20 за Анна, дъщеря на епирския деспот Теодор Комнин. Кралят умира бездетен и на трона се възкачва брат му Стефан Владислав (1234 – 1243). Неговата съпруга е Белослава, дъщеря на българския цар Иван Асен II, от която има три деца: Стефан († 1281), Деса и втора дъщеря с неизвестно име, омъжена за Джура Качин (1239 – 1274). След смъртта на Стефан Владислав на престола на Сърбия сяда най-малкия син на Стефан Първовенчани, Стефан Урош I (1243 – 1276). Новият владетел се помирява със съседните страни и слага ред в държавата и църквата. Женен е за Елена († 1314), вероятно дъщеря на латинския император Балдуин II. Стефан Урош I е наследен на престола от по-големия си син Стефан Урош II Драгутин (1276 – 1282). Новият крал е противник на Византия, поради което се съюзява с Унгария и с владетеля на Сицилия Карло I д’Анжу. През 1282 г. той абдикира в полза на по-малкия си брат Стефан Урош II Милутин и се оттегля като управител на Мачва и Босна. През 1268 г. сключва брак с Каталина, дъщеря на унгарския крал Ищван V, от която има две деца: Стефан Владислав II († сл. 1326), женен за Констанца Морозини и Елисавета († 1331), омъжена (1284) за босненския бан Стефан I Котроманич.

### Стефан Милутин и Стефан Дечански (1282 – 1331)
Новият владетел на Сърбия Стефан Урош II Милутин (1282 – 1321) води войни срещу Византия, а след това се съюзява с ромейския император Андроник II Палеолог и атакува селджукските турци през 1283 г. Толерантен е към католиците. Покровителства културата в Сърбия, която търпи силно влияние от Византийската империя. Сключва пет брака: 1) с неизвестна по име сръбкиня, с която се развежда през 1282 г.; 2) същата година се жени за Елена, дъщеря на епирския владетел Йоан I Дука, с която се развежда през 1283 г.; 3) същата година сключва трети брак с Елизабет (Ержибет), дъщеря на унгарския крал Ищван V, с която се развежда на следващата година; 4) същата година се жени за четвърти път за Анна-Евдокия, дъщеря на българския цар Георги I Тертер, с която се развежда през 1299 г. 5) същата година склучва пети, последен брак със Симонида (1293 – 1340), малолетна дъщеря на византийския василевс Андроник II Палеолог. От първата си съпруга има две деца: Стефан Урош III Дечански (ок. 1274 – 11.11.1331) и Анна-Неда (1275 – 1346), българска царица чрез брака си с Михаил III Шишман. От една от другите си съпруги (неизвестно от коя) има син Стефан Константин, който през 1321 г. става антикрал на Сърбия за по-малко от година.
Заради участието си в дворцови интриги престолонаследникът е ослепен частично от баща си през 1314 г. и принуден да се оттегли в манастир. По-късно обаче се сближава със Запада и успява да се възкачи на престола под името Стефан Урош III Дечански (1321 – 1331). Участва в гражданската война във Византия на страната на император Андроник II Палеолог срещу неговия внук Авдроник III. В битката с българите при Велбъжд (1330) [Стефан Дечански]] побеждава цар Михаил III Шишман и го убива. Около 1299/1305 г. [Стефан Дечански]] сключва брак с Теодора († 1322), дъщеря на българския цар Смилец, а след това (през 1324) се жени за византийската благородничка Мария (ок. 1312 – 1355), дъщеря на деспот Йоан Палеолог. От първата си съпруга има двама синове: Стефан Урош IV Душан (1308 – 20.12.1355) и Душан (Душица (* до 1314), а от втората един син и две дъщери: Симеон Урош Палеолог (1327/30 – 1372), женен (1350) за Томаис (Томаида), дъщеря на епирския деспот Йоан Орсини; Елена (до 1330 – сл. 1355), омъжена (1347) за Младен III Шубич; Теодора-Евдокия († сл. 1381), омъжена за вълбъждския деспот Деян Драгаш.
Втория т син на [Стефан Дечански]], Симеон Урош Палеолог от съпругата си Томаис (Томаида) има три деца: Йован Урош (сл. 1352 – 1410), деспот на Тесалия (1372 – 1373); Мария (1353/54 – 1394), омъжена първоначално (1366) за Тома II Комнин († 1385), деспот на Яниня, а след това за Исав де Бунделмонти († 1403), деспот на Янина; Стефан дука (* ок. 1355), владетел на Фарсала.

### Стефан Душан и Стефан Урош (1331 – 1371)
Сръбският крал Стефан Урош IV Душан (1331 – 1355) заема престола, след като удушава баща си на 11 ноември 1331 г. Този амбициозен владетел, възпитан в Константинопол, се стреми да засенчи западащата Византийска империя като политически фактор на Балканите. На Великден 1345 г. се обявява в Скопие за „цар на сърби и ромеи“. По негово време се създава Сръбската патриаршия, свиква се представително събрание, одобрило кодекса „Законник на цар Душан“. Желанието му да влезе в Константинопол като победител, остава неосъществено. Негова съпруга от 1332 г. е Елена (ок. 1310 – 1376), сестра на българския цар Иван Александър, от която има син Стефан Урош V (1.9.1336/31.8.1337 – 2/4.12.1371) и дъщеря с неизвестно име, дадена за съпруга на османския султан Орхан I.
Последният представител на Неманичите е Стефан Урош V (1355 – 1371). Той не е в състояние да предотврати разпадането на Велика Сърбия, съградена от баща му, на множество независими княжества. Царят се опитва да спре напредването на османските турци, но не успява. Не оставя наследници от брака си Анка, дъщеря на влашкия войвода Никола Александър Басараб.

## Българска титулатура
Първият от управлявалата Рашка династия на Неманичите който е бил известен като „rex Bulgarorum“ и „dux Bulgarorum“ e Стефан Урош I, явно поради владението му на някои български земи с поданици – българи. Синът на Стефан Милутин и следващ сръбски владетел /според повечето историографи му е втори син, а не първи, с майка Анна Българска/ Стефан Урош III Дечански се именувал и като „господар на цялата сръбска земя, и на Приморието /Адриатика/, а също и на областите Овчеполски /Щипски/ и Велбуждски /Кюстендилски/“ според една негова грамота съхранявана в Хилендар.
За историческата наука има запазени шест исторически паметника в които Стефан Душан се именува за български владетел.

## Хронология

### Владетели
Владетели и години на управление (1168 – 1371):
- 1159 – 1196: Стефан Неманя (1113 – 13.2.1199), четвърти син на владетеля Завида, велик жупан на Рашка и на Сърбия от 1170
- 1196 – 1228: Стефан Първовенчани (1165 – 24.9.1228), втори син на Стефан Неманя, велик жупан на Сърбия, от 1217 крал
- 1228 – 1234: Стефан Радослав (ок. 1192 – 1234), първи син на Стефан Първовенчани
- 1234 – 1243: Стефан Владислав († 11.11.1243), втори син на Стефан Първовенчани
- 1243 – 1276: Стефан Урош I († 1.5.1277), четвърти син на Стефан Първовенчани
- 1276 – 1282: Стефан Урош II Драгутин († 12.3.1316), първи син на Стефан Урош I
- 1282 – 1321: Стефан Урош II Милутин (ок. 1253 – 29.10.1321), втори син на Стефан Урош I
- 1321 – 1325: Стефан Владислав II († сл. 1326), син на Стефан Драгутин, претендент за престола 1321 – 1325
- 1321 – 1331: Стефан Урош III Дечански (ок. 1274 – 11.11.1331), син на Стефан Урош II Милутин
- 1331 – 1355: Стефан Урош IV Душан (1308 – 20.12.1355), син на Стефан Урош III Дечански, от 1345 цар на Сърбия
- 1355 – 1371: Стефан Урош V (1.9.1336/31.8.1337 – 2/4.12.1371), син на Стефан Урош IV Душан.[10]

### Архиепископи
Архиепископи и години начело:
- 1219 – 1233: св. Сава I, роден със светско име Растко Неманич (1175 – 14.1.1236), трети син на Стефан Неманя
- 1263 – 1271: св. Сава II, роден със светско име Предислав (1200/01 – 8.2.1271), трети син на Стефан Първовенчани, потомък на комитопулите.[10]